# Luka Vuković
Luka Vuković (* 3. Januar 2002) ist ein slowenischer Fußballspieler.

## Karriere

### Verein
Vuković begann seine Karriere beim NK Triglav Kranj. Im November 2019 debütierte er gegen den NK Maribor für die Profis von Triglav in der 1. SNL. Bis zum Ende der Saison 2019/20 kam er zu fünf Einsätzen im Oberhaus, aus dem er mit Kranj zu Saisonende aber abstieg. In der 2. SNL absolvierte er dann in der Saison 2020/21 18 Partien. In der Saison 2021/22 kam er zu 25 Zweitligaeinsätzen.
In der Saison 2022/23 kam er bis zur Winterpause zu 18 Einsätzen. Im Februar 2023 wechselte Vuković zum österreichischen Regionalligisten SAK Klagenfurt. Für Klagenfurt kam er bis Saisonende zu 15 Einsätzen in der Regionalliga, aus der er mit dem SAK aber abstieg.

### Nationalmannschaft
Vuković spielte zwischen 2017 und 2019 von der U-15 bis zur U-18 insgesamt 29 Mal für slowenische Jugendnationalteams.